# Wojszyce (osada w województwie łódzkim)
Wojszyce – osada w Polsce położona w województwie łódzkim, w powiecie kutnowskim, w gminie Bedlno.
W latach 1975–1998 miejscowość administracyjnie należała do województwa płockiego.